# L'Escalade
L'Escalade è una celebrazione che si svolge il 12 dicembre di ogni anno a Ginevra (Svizzera), in ricordo della vittoria della repubblica protestante sulle truppe del duca di Savoia Carlo Emanuele I in occasione dell'attacco sabaudo lanciato nella notte dall'11 al 12 dicembre 1602, secondo il calendario giuliano (ossia il 21-22 dicembre nel calendario gregoriano).

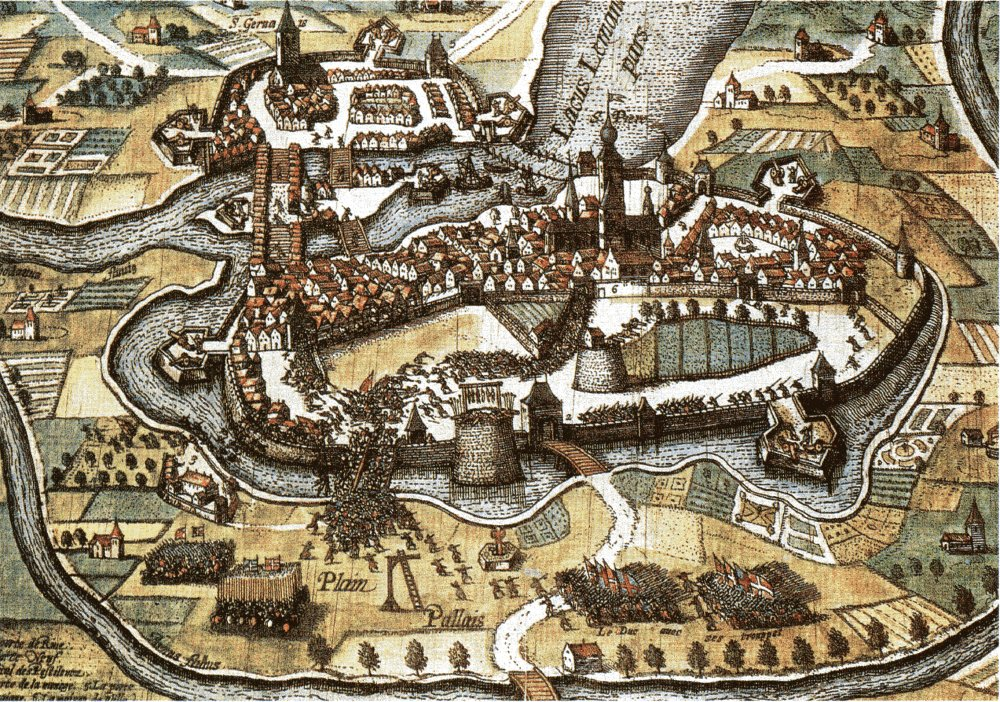
Battaglia dell'Escalade

Il nome "Escalade" rievoca il tentativo di scalata da parte dei Savoiardi delle mura della città per mezzo di scale di legno smontabili. La celebrazione annua di questa festa - sotto diverse forme - fa parte delle tradizioni viventi (UNESCO) della Svizzera.

## La Mère Royaume
Uno dei simboli più conosciuti di questa festa è La Mère Royaume, una madre di famiglia numerosa che, secondo la leggenda, durante la battaglia notturna gettò dalla sua finestra una marmitta di zuppa calda su un soldato savoiardo che passava per la sua strada. Da questo episodio è nata, alla fine del XIX secolo (1881), la tradizione della famosa marmitta in torrone, poi in cioccolato, riempita di caramelle incartate con i colori ginevrini, di piccoli petardi e di verdure in marzapane. La marmitta è rotta tradizionalmente dopo la recitazione della frase rituale: "Che così periscano i nemici della Repubblica!", dalle mani unite del più giovane e del decano dei presenti.

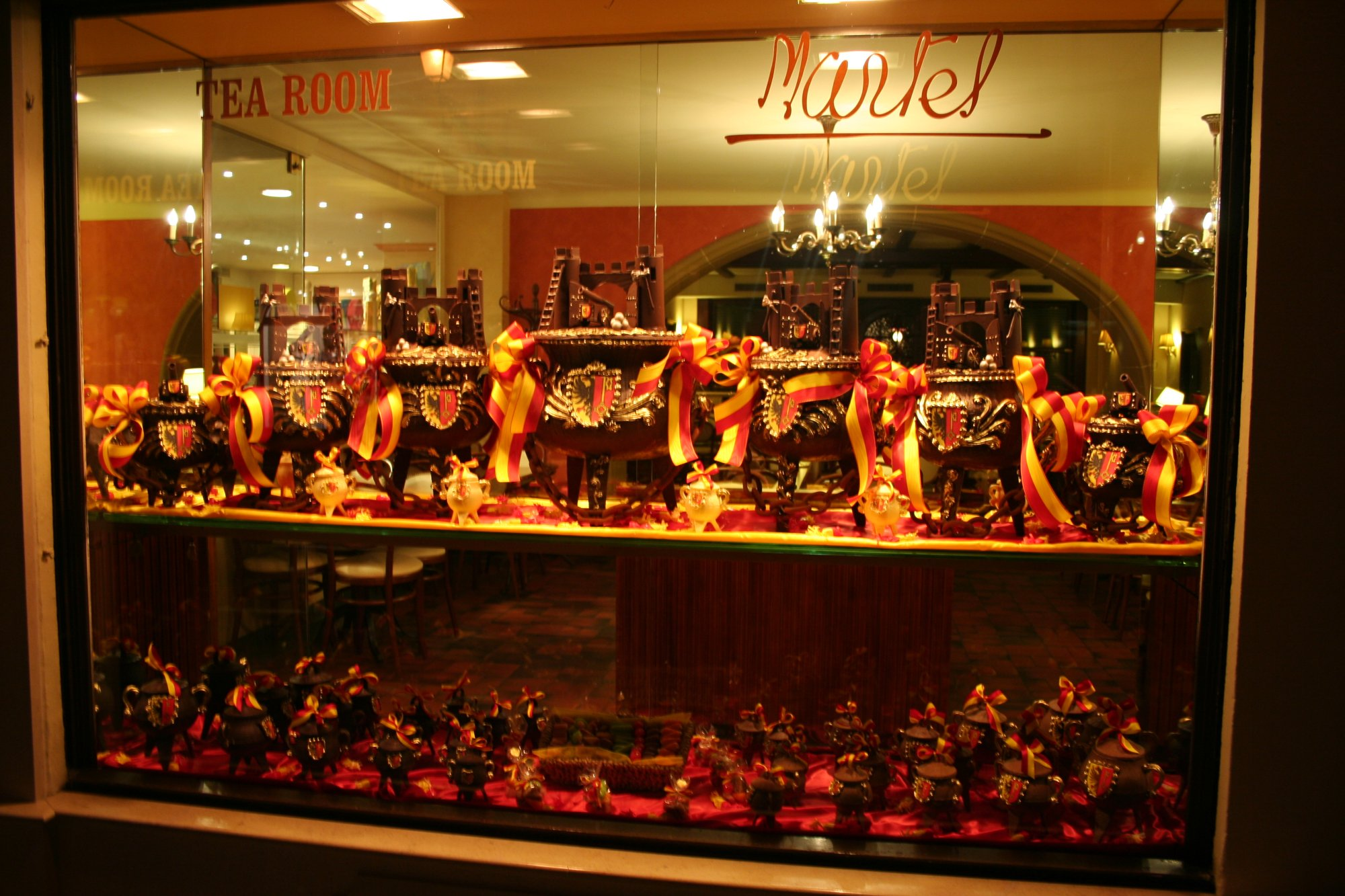
Marmitte di cioccolato

## Il canto "Cé qu'è lainô"

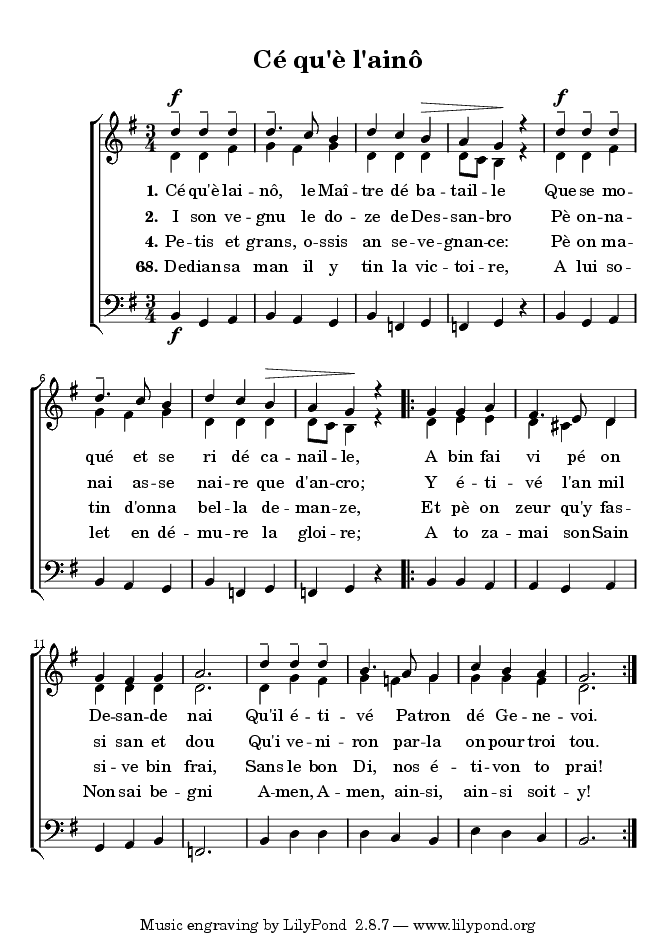
La musica e le parole del "Cé qu'è lainô"

Il Cé qu'è lainô, inno ginevrino, è un canto composto di 68 strofe che rievocano l'Escalade o aneddoti ad essa associati. Ha un senso religioso molto forte e rende grazie a Dio, che Ginevra considera, dopo l'attacco, come il vero salvatore della città. Anche nel canto è fatto riferimento a "Colui che è in alto", Dio.
Tuttavia, oltre alla dimensione religiosa, l'inno costituisce anche un'opera critica nei confronti dei Savoiardi. Le 68 strofe di questo canto sono cantate a partire da dicembre 1603, anno della sua composizione (autore anonimo). Attualmente il Cé qu'è lainô è cantato in occasione della Festa dell'Escalade, ma anche di tutte le altre feste patriottiche a Ginevra (come la festa nazionale).
La legge costituzionale 13253, adottata dal Gran Consiglio il 12 maggio 2023 ne ha fatto l'inno ufficiale del Cantone, che è stato iscritto nella Costituzione ginevrina il 23 marzo 2024.

## Il corteo storico

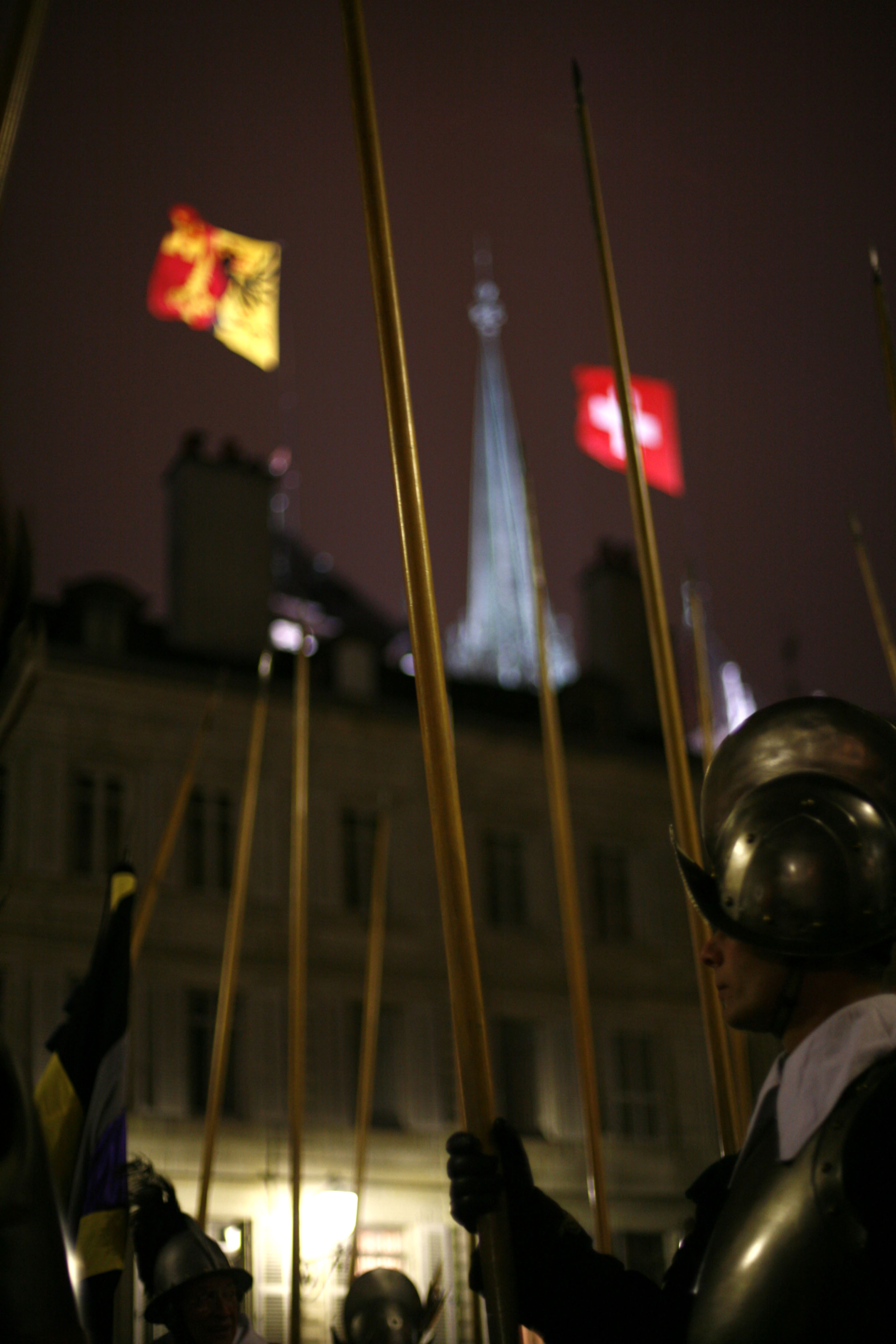
Corteo storico

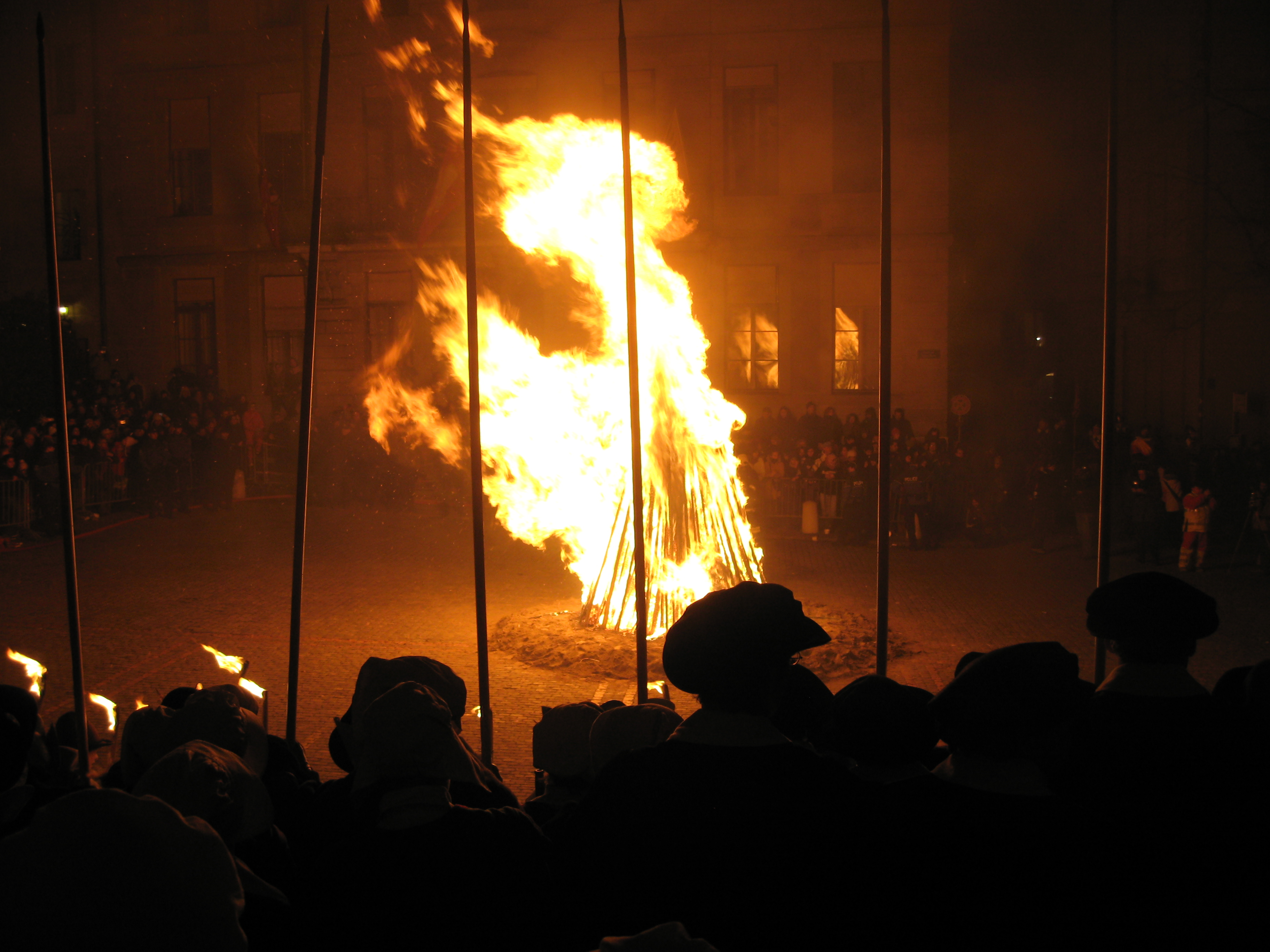
Fuoco di gioia durante la festa dell'Escalade

Ogni anno dal 1948, nella seconda domenica di dicembre, il Corteo della Proclamazione attira diverse decine di migliaia di persone nella città di Ginevra. Sfilano i membri delle associazioni in costume, cavalli e armi d'epoca; la sfilata percorre la città vecchia, le vie basse, e il quartiere di Saint-Gervais (sulla riva destra del Rodano) per più di tre ore.
Durante il percorso il corteo si ferma in cinque luoghi simbolo della città (Bourg-de-Four, Molard, Coutance, Corraterie, cortile di Saint-Pierre), dove l'araldo, cavaliere vestito con i colori di Ginevra, pronuncia il discorso di proclamazione - un'orazione solenne destinata a ricordare la storia della battaglia dell'Escalade - alla popolazione riunita. L'ultima tappa sul sagrato della cattedrale si conclude tradizionalmente con un grande fuoco di gioia. Questa animazione molto particolare fa del Corteo dell'Escalade la più importante ricostruzione storica gratuita di tutta Europa.

### La Compagnie 1602
Nel 1898 un gruppo di cittadini fondò l'associazione patriottica ginevrina per commemorare l'Escalade, ribattezzata nel 1926 col nome di Compagnie 1602. Questa associazione si dà per scopo la conservazione nella commemorazione dell'Escalade del carattere di dignità che si addice e di stimolare la volontà di tutti coloro che vogliono conservare le nobili tradizioni del passato. Ed è lei che organizza il corteo storico della Proclamazione e le animazioni in costume nella città vecchia.

## La corsa podistica dell'Escalade
In margine alle commemorazioni solenni si svolge dal 1978, durante il week-end precedente il tradizionale corteo storico, una corsa podistica popolare attraverso la città vecchia. All'epoca della prima edizione della Corsa dell'Escalade, il numero dei partecipanti era scarso e la tradizione del travestimento si impose progressivamente. Solo nel 1985 il mascheramento venne riconosciuto, prima di essere istituzionalizzato nel 1991 dalla creazione della prova detta della Marmitta. Nel 2018 parteciparono oltre 46.000 tra bambini e adulti.

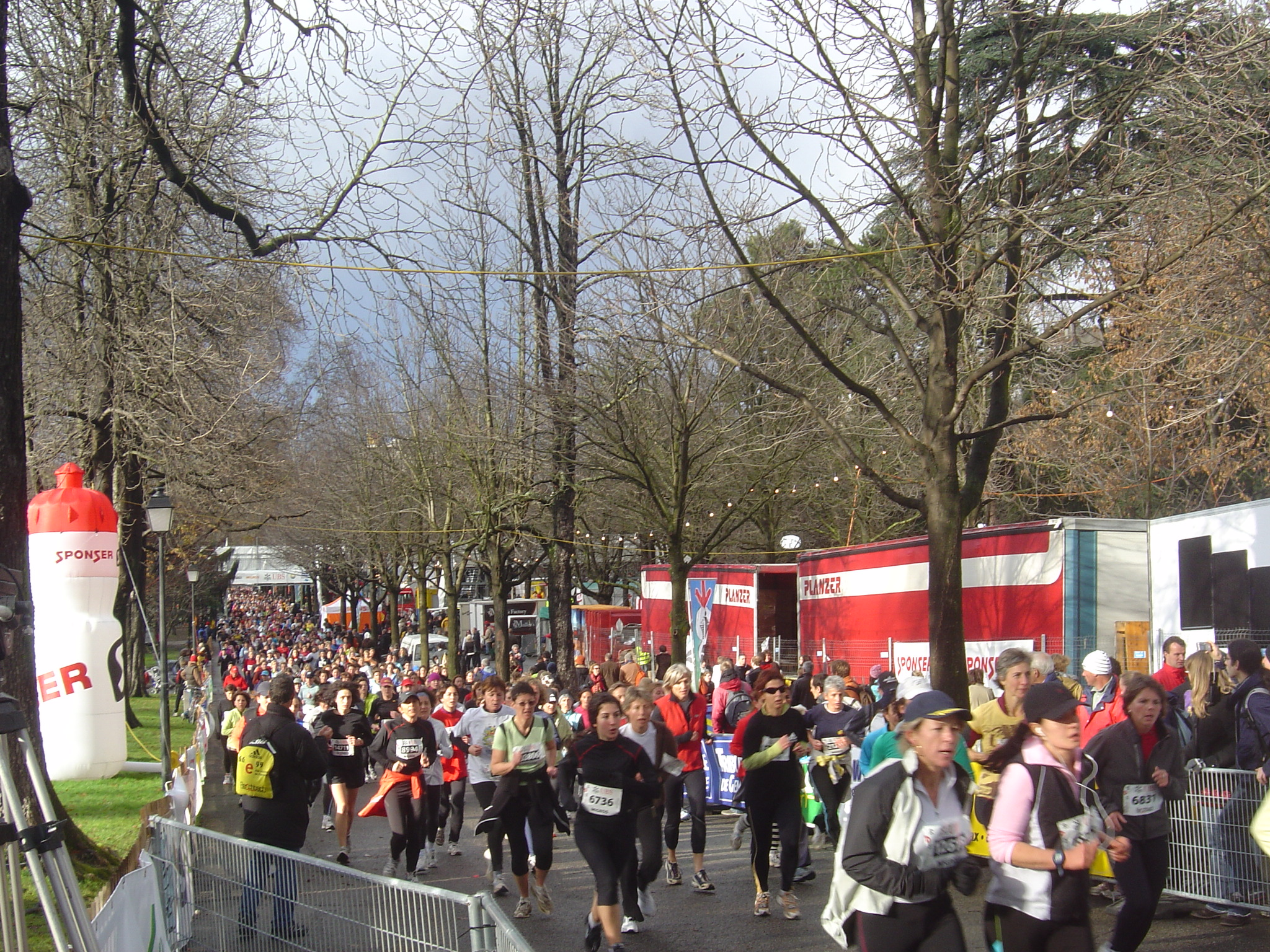
La Corsa pedestre dell'Escalade